# Hayatiella aligarhensis
Hayatiella aligarhensis är en stekelart som beskrevs av T.C. Narendran 1989. Hayatiella aligarhensis ingår i släktet Hayatiella och familjen bredlårsteklar. Inga underarter finns listade i Catalogue of Life.